# Dây đeo

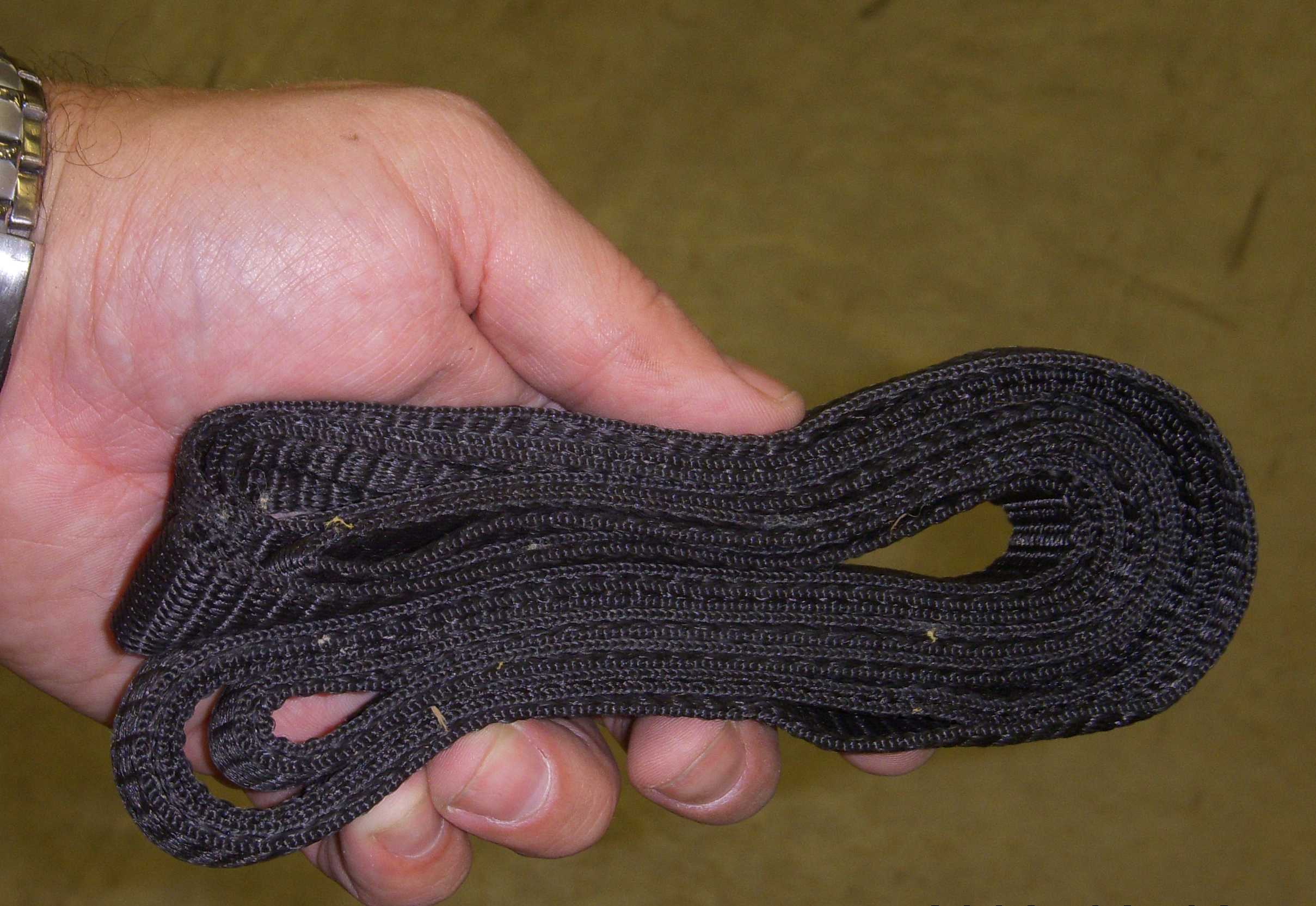
Dây đeo được gấp

Dây đeo/đai (tiếng Anh: strap), đôi khi còn được gọi là dây quai cột buồm/ dây da (strop), là một vạt dài (flap) hoặc ruy băng, thường của da thuộc hoặc vật liệu linh hoạt khác. Dây đeo mỏng được sử dụng như một phần của trang phục hoặc hành lý, hoặc bộ đồ giường như túi ngủ. Xem ví dụ như dây đeo mỳ Ý, dây đeo vai. Dây đeo khác với dây thắt lưng chủ yếu ở chỗ dây đeo thường không thể thiếu với quần áo; hoặc có thể được sử dụng kết hợp với khóa thắt lưng.

## Sử dụng
Dây đeo cũng được sử dụng làm dụng cụ kẹp/buộc/giữ (fastener) để gắn, cố định, mang hoặc buộc các vật dụng, đồ vật, động vật (như yên ngựa) và người (như đồng hồ đeo tay) hoặc thậm chí để trói/buộc người và động vật, như trên một thiết bị trừng phạt thân thể. Đôi khi một dây đeo được chỉ định bởi những gì nó buộc hoặc giữ, ví dụ như dây đeo cằm. Vải làm đai (webbing) là một loại dây đeo cụ thể là một loại vải chắc chắn được dệt dưới dạng dải hoặc ống phẳng cũng thường được sử dụng thay cho dây thừng. Vải làm đai hiện đại thường được làm từ vật liệu có độ bền đặc biệt cao và được sử dụng trong dây đai an toàn ô tô, sản xuất đồ nội thất, vận tải, sự kéo, quân phục, dây buộc hàng hóa và nhiều lĩnh vực khác.

## Các thành phần
- Vòng dây đeo (strap loop)
- Đầu nối dây đeo (strap union)
- Lắp dây đeo (strap fitting)

## Đóng gói
Dây đeo được sử dụng phổ biến trong ngành đóng gói để cố định hoặc buộc chặt các mặt hàng. Nó có thể được làm từ nhiều loại vật liệu, chẳng hạn như nhựa, thép, giấy hoặc vải. Thông thường, dây đeo được cố định vào chính nó thông qua các phương tiện khác nhau, nhưng nó cũng có thể được cố định vào các vật dụng khác, chẳng hạn như pallet.

## Hình ảnh

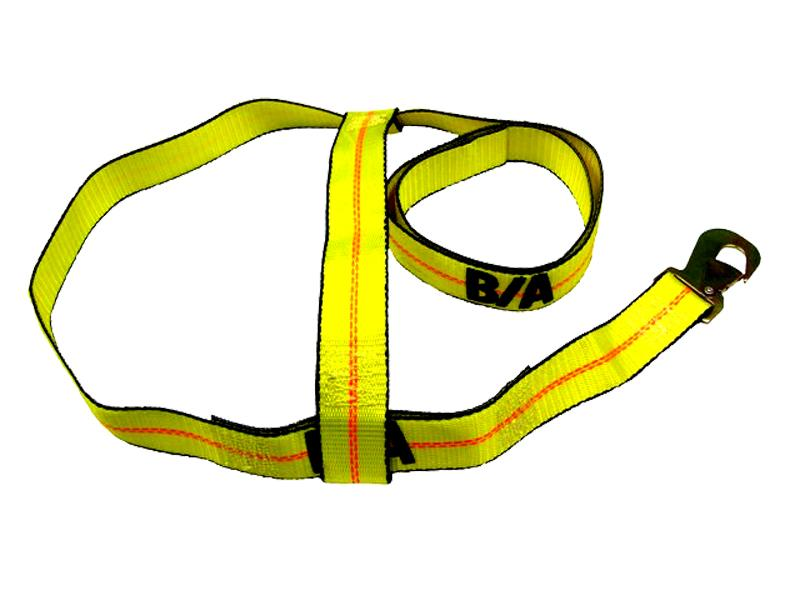
Dây đeo giỏ
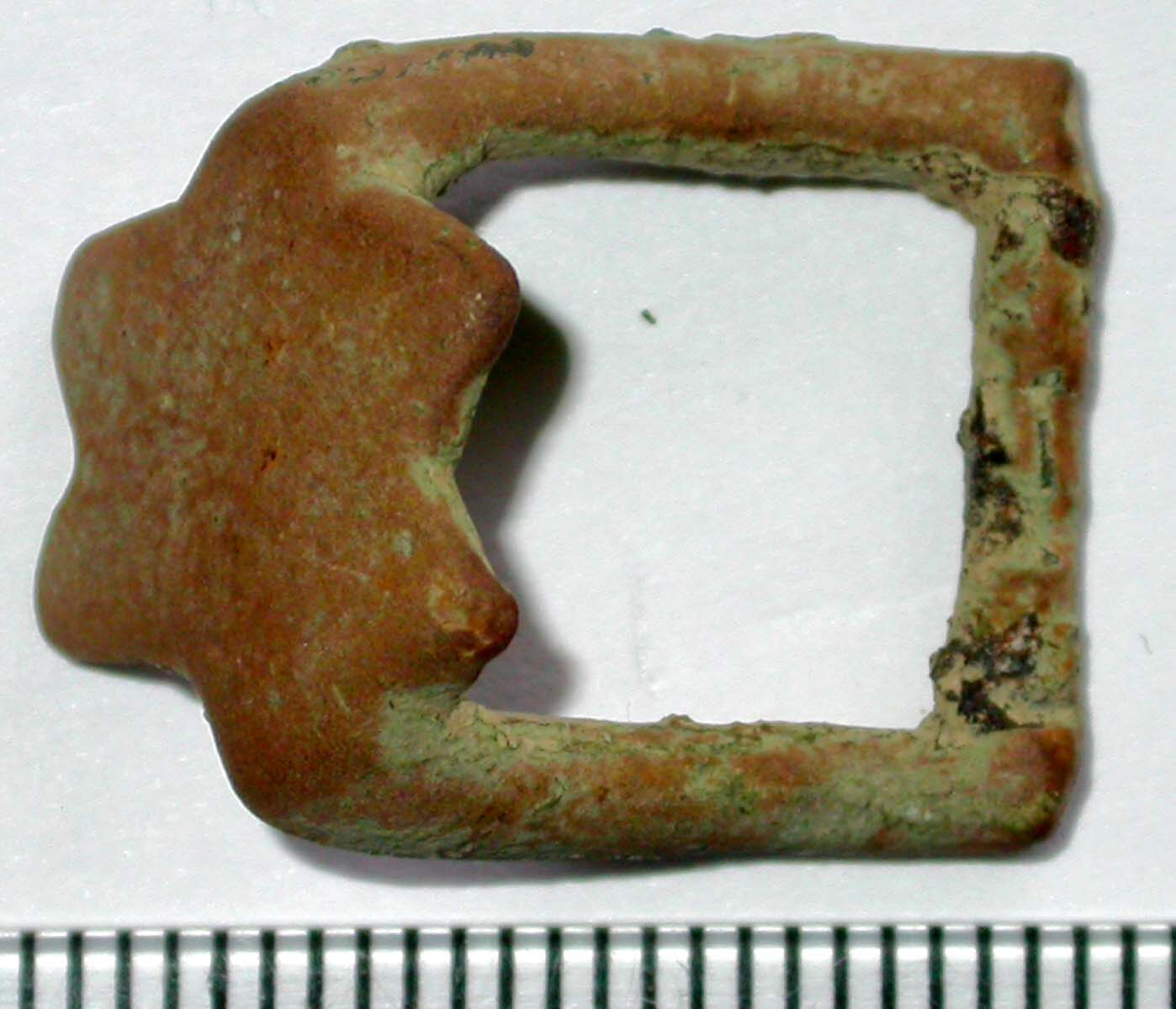
Vòng dây đeo thời trung cổ
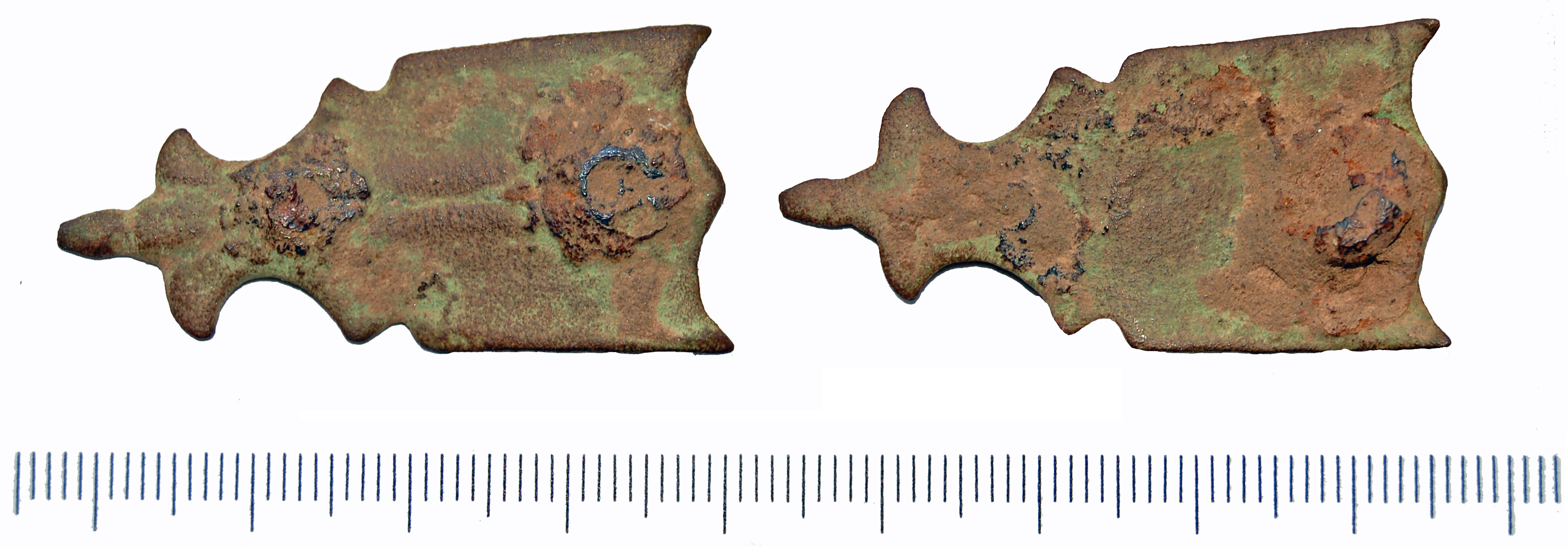
Dây đeo thời hậu Trung cổ
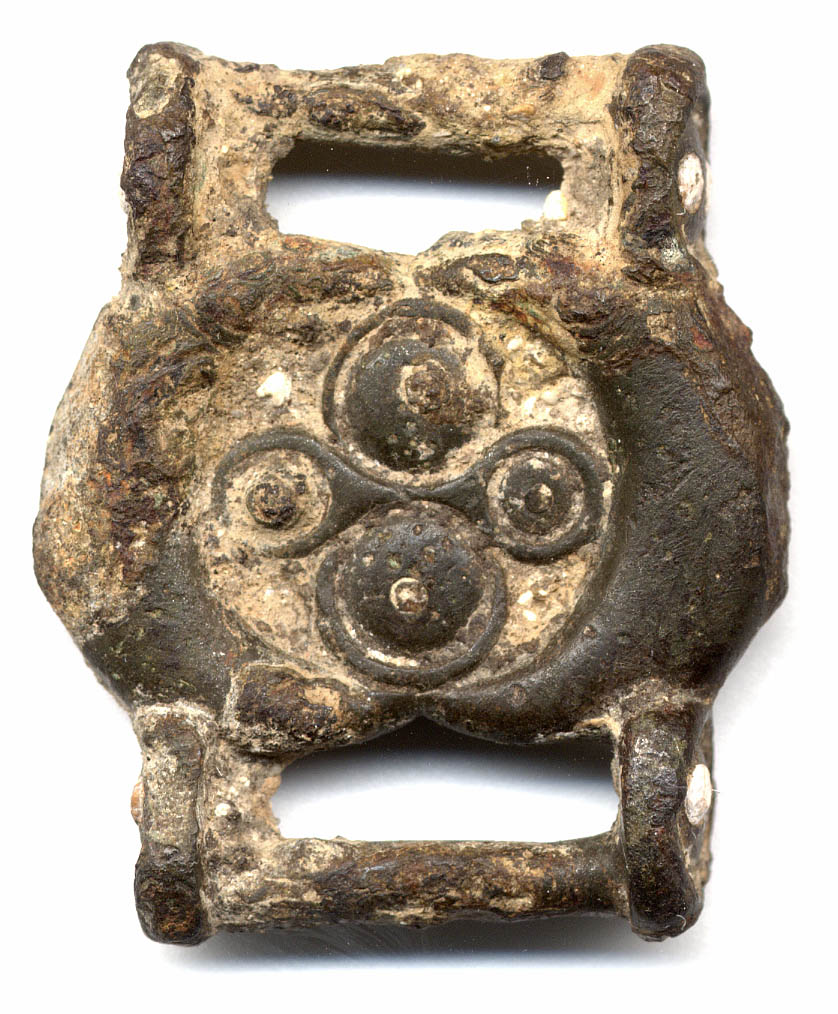
Đầu nối dây đeo thời kỳ đồ sắt